# Stuart McKinstry
Stuart Adamson McKinstry (* 18. September 2002 in Wishaw) ist ein früherer schottischer Fußballspieler.

## Karriere

### Verein
Stuart McKinstry wurde in Wishaw geboren und trat im Alter von 10 Jahren der Jugendakademie des FC Motherwell bei. Im Sommer 2019 wechselte er zur Akademie von Leeds United in England und unterzeichnete im September 2019 seinen ersten Profivertrag mit dem Verein. Ab 2020 spielte McKinstry für die U23-Mannschaft von Leeds. Im selben Jahr verlängerte er seinen Vertrag bis 2023. Er gab sein Debüt in der ersten Mannschaft als Einwechselspieler im EFL Cup gegen Fulham am 21. September 2021, wobei McKinstry den entscheidenden Treffer erzielte, als Leeds das Elfmeterschießen mit 6:5 gewann. Zwei Monate später gab McKinstry sein Debüt in der Premier League für Leeds als Einwechselspieler bei einer 1:2-Auswärtsniederlage gegen Tottenham Hotspur. Im August 2022 gab sein früherer Jugendverein Motherwell die Rückkehr von McKinstry im Rahmen eines einjährigen Leihvertrags von Leeds United bekannt. Für die Saison 2023/24 schloss er sich anschließend dem zweitklassigen FC Queen’s Park an, bei dem er 20 Ligaspiele bestritt.

### Nationalmannschaft
Stuart McKinstry absolvierte im Jahr 2019 vier Spiele in der schottischen U17-Nationalmannschaft und schoss dabei ein Tor bei einem 2:1-Sieg gegen Ungarn.